# Jurij Dalmatin
Jurij Dalmatin (Krško, 1547 – Lubiana, 1589) fu un sacerdote protestante sloveno, attivo anche come scrittore e traduttore.

## Biografia

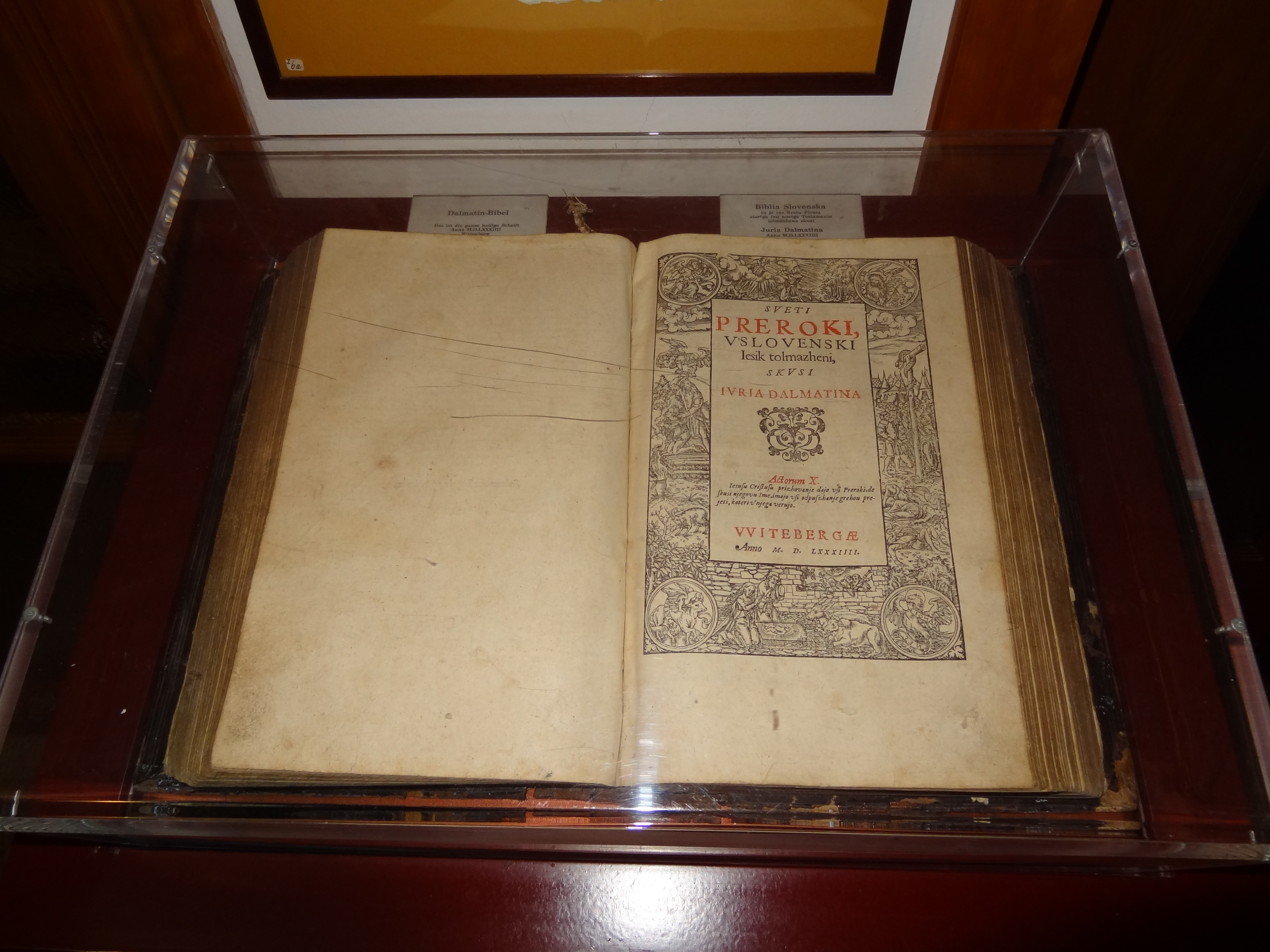
La Bibbia di Dalmatin

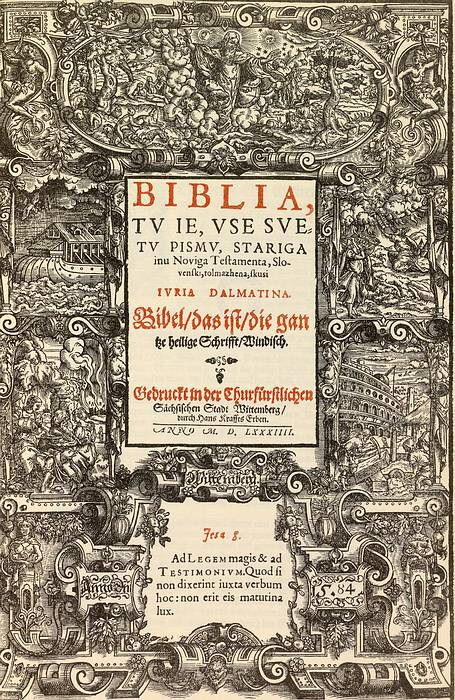

Nacque a Krško, e prese i voti come sacerdote a Lubiana nel 1572. Fu autore di numerosi testi di soggetto religioso, quali Karšanske lepe molitve ("Belle preghiere cristiane", 1584), Ta kratki würtemberški katekizmus ("Piccolo Catechismo di Württemberg", 1585) ed Agenda (1589). Il suo lavoro più famoso fu la completa traduzione in sloveno della Bibbia. Titolo originale dell'opera fu Bibilija, tu je vse svetu pismu stariga inu noviga testamenta, slovenski tolmačena skuzi Jurija Dalmatina ("Bibbia: in cui si trovano le Sacre Scritture del Vecchio e Nuovo Testamento, tradotte in Sloveno da Jurij Dalmatin"), pubblicata nel 1584 e stampata in carattere bohorico. La traduzione fissò lo standard di riferimento per il linguaggio colto sloveno che durò, seppur con diverse innovazioni nel vocabolario, fino al XIX secolo.
Nel corso della sua vita, Dalmatin conobbe e collaborò con Primož Trubar, a sua volta traduttore in sloveno del Nuovo Testamento.

## Opere
- Karšanske lepe molitve (1584)
- Ta kratki wittenberški katekizmus (1585)
- Agenda (1589)
- Bibilija, tu je vse svetu pismu stariga inu noviga testamenta, slovenski tolmačena skuzi Jurija Dalmatina (1584)